# Destinazione turistica
Una destinazione turistica è un ambito territoriale nel quale ha sede un complesso di attrattive che possono soddisfare i bisogni e gli interessi di un determinato segmento di domanda turistica. 
I confini della destinazione (non definibili a priori) possono essere identificati, pertanto, partendo dall'analisi delle specifiche esigenze di ogni target di clientela in esame.
Una destinazione turistica può essere considerata tale solo nel momento in cui le risorse, cioè la materia prima fonte di attrazione, siano integrate con infrastrutture e servizi che consentano, rispettivamente, l'accessibilità e la fruibilità della meta desiderata. Se non sussistono queste tre caratteristiche non si ha un "prodotto" vendibile.
Ogni destinazione turistica è soggetta ad uso da parte di una molteplicità di utilizzatori: tra essi non figurano esclusivamente i turisti. Devono essere, infatti, compresi, anche i residenti ed i lavoratori, in quanto anch'essi fruitori dello spazio, delle strutture e dei servizi presenti sul territorio.
L'identificazione dei soggetti che ne fanno parte risulta indispensabile per la definizione di una destinazione turistica; i soggetti principali, ognuno dei quali presenta peculiarità differenti, sono:
- I turisti, intenti a soddisfare i propri bisogni;
- La popolazione locale, su cui si riversano le problematiche relative alla sostenibilità ambientale, sociale ed economica; è detta anche "turismo passivo";
- La filiera turistica (strutture ricettive e di ristorazione, tour operators, agenzie di viaggi, guide, imprese di attraction, etc.), la cui attività è finalizzata allo sviluppo turistico della destinazione e quindi al ritorno economico in termini di profitto;
- Il settore pubblico, che vede nel turismo un mezzo per stimolare lo sviluppo dell'economia locale, soprattutto attraverso l'incremento dell'occupazione, e che deve occuparsi delle attività di sua competenza per favorirlo.

Presso una destinazione turistica è presente una pluralità di elementi: 
- Le attrazioni: elementi in grado di esercitare un interesse di tipo turistico;
- Le attrattive: alberghi, ristoranti, divertimenti;
- Le infrastrutture: tutte le forme di costruzione, realizzate generalmente dal settore pubblico, necessarie per la comunicazione e la mobilità;
- I servizi ausiliari, resi fruibili dalle organizzazioni locali.